# 13411 OLRAP
أو أل أر أي بي (ويعرف أيضًا باسم 13411 أو أل أر أي بي وفق تسمية الكوكب الصغير) (بالإنجليزية: OLRAP)‏ هو كويكب ضمن حزام الكويكبات؛ وترتيبه 13411 من حيث الاكتشاف.
اكتُشف هذا الجُرم الفلكي بواسطة Pierre Antonini ‏ في 31 أكتوبر 1999، وأُطلق عليه هذا الاسم نسبةً إلى Orchestre lyrique de Région Avignon Provence ‏.

## وصلات خارجية
- 13411 OLRAP في قاعدة بيانات مختبر الدفع النفاث لأجرام النظام الشمسي الصغيرة

- الاكتشاف · مخطط المدار ·  العناصر المدارية · المعلمات المادية

- 13411 OLRAP على موقع ويكي سكاي: DSS2, SDSS, GALEX, IRAS, Hydrogen α, X-Ray, Astrophoto, Sky Map, Articles and images